# 豊岡村 (福岡県)
豊岡村（とよおかむら）は、福岡県八女郡にあった村。現在の八女市の一部。

## 地理
矢部川上流の右岸、黒木盆地の西部に位置していた。

## 歴史
- 1889年（明治22年）4月1日 - 町村制の施行により、上妻郡本分村（大部分）、田本村、湯辺田村が合併して村制施行し、豊岡村が発足[2][3]。
- 1896年（明治29年）4月1日 - 郡の統合により八女郡に所属[2][4]。
- 1954年（昭和29年）4月1日 - 八女郡黒木町、串毛村、木屋村、笠原村と合併して黒木町が存続し廃止された[2][3]。